# Allothyriella
Allothyriella är ett släkte av svampar. Allothyriella ingår i divisionen sporsäcksvampar och riket svampar.